# Cystoderma lilacipes
Cystoderma lilacipes är en svampart som beskrevs av Harmaja 1978. Cystoderma lilacipes ingår i släktet Cystoderma och familjen Agaricaceae.   Inga underarter finns listade i Catalogue of Life.